# ZEN (声優)
ZEN（ぜん）は、日本の男性声優。主にアダルトゲームに出演している。

## 出演
太字は主役・メインキャラクター。

### アダルトゲーム
2002年
- TRUE BLUE（ジョージ・サンドマン[1]）

2003年
- うさみみデリバリーズ!!（鬼怒川朋美）

2005年
- School Days（桂言葉の父、浜口）
- カルタグラ 〜ツキ狂イノ病〜（赤尾生馬[2]、上月慶一郎）

2007年
- Lover's Collection（平山雄大[3]）

2009年
- BALDR SKY Dive1 "Lost Memory"（モホーク[4]）
- BALDR SKY Dive2 "RECORDARE"（モホーク[5]）
- マブラヴ オルタネイティヴ クロニクルズ 01（ジョージ・オールストン／クリシュナ・マニ・グルン／ヒュー・ウィンストン）

2010年
- Cross Days（松平）
- School Days HQ（桂言葉の父、浜口）
- BALDR SKY DiveX "DREAM WORLD"（モホーク）

2023年
- カルタグラ 〜ツキ狂イノ病〜《REBIRTH FHD SIZE EDITION》（赤尾生馬）

### アダルトアニメ
2005年
- 人妻凌辱参観日（富松元気[6]）

2006年
- 背徳妻〜仮面の真実〜（吉田[7]）
- 義母の吐息 〜背徳心に漂う母の色香〜（志賀力[8]）

2009年
- カルタグラ 〜ツキ狂イノ病〜（上月慶一郎[9]、警官）
- Tony’s ヒロインシリーズ 彼女は花嫁候補生？ シンデレラ・コレクション ACT-1 ゼロは見ていた（一条正臣）